# Problème de Josèphe

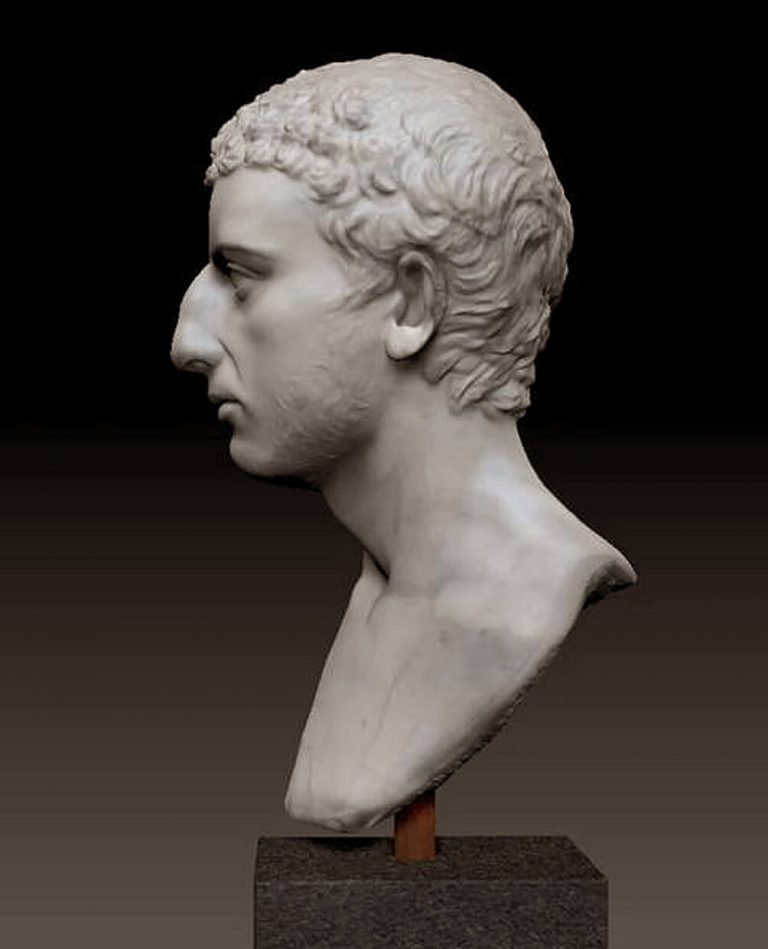
Buste du premier siècle, probablement de Flavius Josèphe, conservé à Ny Carlsberg.

En mathématiques et en informatique, le problème de (Flavius) Josèphe ou problème de Caligula est un problème d'élimination, conduisant à l'obtention d'un unique survivant.
Il a été énoncé sous différentes formes, mais sa première formulation est due à Flavius Josèphe.

## Problème originel
Quarante et un soldats juifs (dont Flavius Josèphe), cernés par des soldats romains, décident de se suicider. Ils se mettent en cercle, et un premier soldat est choisi au hasard pour être exécuté ; puis le troisième à partir de sa gauche (ou droite) est exécuté. Tant qu'il y a des soldats, la sélection continue de la même façon. Le but est de trouver à quelle place doit se tenir un soldat pour être le dernier. Josèphe, peu enthousiaste à l'idée de mourir, parvint à trouver cette place. Quelle est-elle,, ?
L'histoire se serait déroulée lors du siège de Jotapata par Vespasien, en 67 apr. J.-C..

## Problème général
Les soldats sont au nombre de n, numérotés de 1 à n ; les premiers soldats éliminés sont ceux dont le numéro est multiple d'un entier {\displaystyle k\geqslant 2} ({\displaystyle k=3} dans le problème originel) ; après un tour, les éliminations de k en k des soldats restants se poursuivent jusqu'à ce qu'il n'en reste qu'un. On demande le numéro {\displaystyle J_{k}(n)} de ce soldat,,.
Voici par exemple, pour {\displaystyle n=10,k=3}, les différents ordres d'élimination des soldats :
| {\displaystyle i}   | 1 | 2 | 3 | 4  | 5 | 6 | 7 | 8 | 9 | 10 |
| Ordre d'élimination | 6 | 4 | 1 | 10 | 8 | 2 | 5 | 7 | 3 | 9  |

Donc {\displaystyle J_{3}(10)=4}.
Il est remarquable que le calcul de {\displaystyle J_{k}(n)} se programme très facilement, mais qu'on ne connait de formule simple que pour {\displaystyle k=2}.
Pour le problème originel, on obtient {\displaystyle J_{3}(41)=31} qui est donc la place prise par Flavius Josèphe. 
Voir les suites  A006257,   A054995,  A088333,   A181281 donnant les valeurs de {\displaystyle J_{k}(n)} pour {\displaystyle k=2,3,4,5}.

## Solution dans le cas oùk= 2
Lors du premier tour complet, tous les soldats aux positions paires sont exécutés. Au deuxième tour, le nouveau 2e est exécuté, puis le nouveau 4e, etc.
Si le nombre initial de personnes est pair, alors le soldat à la position x au 2e tour est à la position 2x – 1 au 1er tour (peu importe la valeur de x). Donc, la personne à la position {\displaystyle J_{2}(n)} était auparavant à la position {\displaystyle 2J_{2}(n)-1} . Cela nous permet de trouver la 1re formule de récurrence :
{\displaystyle J_{2}(2n)=2J_{2}(n)-1\,}.
Si le nombre initial de soldats est impair, il vaut mieux voir le soldat à la position 1 comme exécuté à la fin du 1er tour. Pendant le 2e tour, le soldat à la 2e position est exécuté, puis le 4e, etc. Dans ce cas, le soldat à la position x était auparavant à la position 2x + 1. Cela nous permet de trouver la 2e formule de récurrence :
{\displaystyle J_{2}(2n+1)=2J_{2}(n)+1\,}.
On peut réunir les deux formules en : {\displaystyle J_{2}(n)=2J_{2}(\left\lfloor n/2\right\rfloor )-(-1)^{n}}, avec {\displaystyle J_{2}(1)=1}.
Les valeurs tabulées de n et {\displaystyle J_{2}(n)} font apparaître un schéma :
| {\displaystyle n}        | 1 | 2 | 3 | 4 | 5 | 6 | 7 | 8 | 9 | 10 | 11 | 12 | 13 | 14 | 15 | 16 |
| {\displaystyle J_{2}(n)} | 1 | 1 | 3 | 1 | 3 | 5 | 7 | 1 | 3 | 5  | 7  | 9  | 11 | 13 | 15 | 1  |

Les {\displaystyle J_{2}(n)} forment une suite de valeurs impaires croissantes qui recommence à 1 lorsque n est une puissance de 2.
Si nous choisissons m et l de façon que n = 2m + l et 0 ≤ l < 2m, alors {\displaystyle J_{2}(n)=2l+1}. Les valeurs de la table respectent cette relation. De même, après l exécutés, il ne reste que 2m soldats et nous allons au 2l+1e soldat. Il est le survivant. Donc {\displaystyle J_{2}(n)=2l+1}.
Théorème — Si n = 2m + l et 0 ≤ l < 2m, alors {\displaystyle J_{2}(n)=2l+1}.
On peut écrire ce résultat sous la forme close : {\displaystyle J_{2}(n)=2n+1-2^{\left\lfloor \log _{2}(n)\right\rfloor +1}}.

## Cas général
En numérotant les positions de 0 à n – 1, on a la formule de récurrence permettant d'obtenir {\displaystyle J_{k}(n)}  :
{\displaystyle J_{k}(n)=(J_{k}(n-1)+k){\bmod {n}}} avec {\displaystyle J_{k}(1)=0}
Elle apparaît lorsque nous observons comment le nombre de survivants change en passant de n – 1 à n.
Avec une programmation dynamique, elle a un temps d'exécution asymptotique en {\displaystyle O(n)\,}.
Pour de petites valeurs de k et de grandes valeurs de n, il existe une autre approche qui a aussi recours aux principes de la programmation dynamique, mais a un temps d'exécution asymptotique de {\displaystyle O(k\log n)\,}. Elle s'appuie sur l'idée de tuer le ke, 2ke..., {\displaystyle \lfloor n/k\rfloor }e soldat d'un seul coup, puis de changer la numérotation [réf. souhaitée].

## Crible de (Flavius) Josèphe
Stanislas Ulam a inventé avec d'autres mathématiciens, dans les années cinquante, un crible, ressemblant au crible d’Ératosthène, consistant en une élimination dans l'ensemble de tous les entiers naturels non nuls, avec des passages successifs d'éliminations de k en k, où k est la valeur d'un entier non éliminé déterminé. Pour cette raison, il a baptisé ce crible "crible de Flavius Josèphe",.

### Description du crible
Dans la liste des entiers naturels non nuls, on barre un nombre sur 2 en commençant par barrer le deuxième : 
Puis dans la liste restante, on barre un nombre sur 3 en commençant par barrer le troisième.
Puis on barre un nombre sur 4, un nombre sur 5, etc. Et ceci à l'infini, ce qui donne la liste : 1, 3, 7, 13, 19, 27, 39, 49, 63, 79,...
Elle est répertoriée comme suite A000960 de l'OEIS.
Ce qui est remarquable est que le n-ième nombre restant est équivalent à {\displaystyle \pi {\frac {n^{2}}{4}}} et que le nombre de nombres restants inférieurs à n équivaut à {\displaystyle 2{\sqrt {\frac {n}{\pi }}}}.

### Autres cribles similaires
Un autre crible imaginé par Ulam et ses compères, semblable mais donnant des résultats différents, est celui dont les survivants sont les nombres chanceux.
Un troisième crible du même type est celui dit de Tchoukaillon, voir la suite A007952 de l'OEIS, et un quatrième est celui donnant les nombres pseudo-chanceux, voir la suite A249876 de l'OEIS.